# Gregório Derenício Arzerúnio
Gregório Derenício Arzerúnio (em armênio/arménio: Գրիգոր Դերենիկ Արծրունի; romaniz.: Grigor Derenik Artsruni; m. 886/887) foi um príncipe armênio de Vaspuracânia da família Arzerúnio, tendo reinado o país duas vezes, a primeira de 857, quando retorno de seu exílio em Samarra, até 868, quando seu pai e verdadeiro príncipe Asócio I também retorna do exílio, e novamente de 874, com o falecimento de seu pai, até 886/887, quando falece e é sucedido por seu filho Asócio Sérgio (r. 886/887-896; 898-903) sob regência de Cacício Abu Maruane Arzerúnio (r. 886/887–898).

## Contexto
Desde o final do século VII a Armênia era uma província sob domínio árabe liderada por um osticano (governador) representando o califa omíada e depois abássida, e tornar-se-ia campo de batalha entre o califado e o Império Bizantino até o início do século IX. Para reforçar a sua autoridade, estes osticanos implementaram emires em diversas regiões armênias; em Vaspuracânia, província histórica situada ao sul e dominada pelos Arzerúnios, não houve exceção à regra. A família, no entanto, se beneficiaria da autonomia dos emires locais e da oposição que criavam ao governador e gradualmente expandiu seus domínios: em 850 e sem que se saiba exatamente como, os Arzerúnio eram iscanos (príncipes) de Vaspuracânia. A aquisição da Armênia pelo turco Buga Alquibir em nome do califa Mutavaquil (r. 847–861) pelos anos 850 afetou muitas famílias nacarares (principescas), incluindo os Arzerúnio.

## Vida

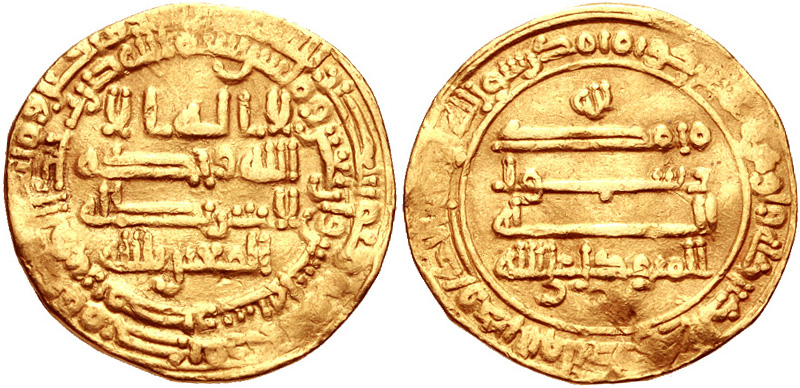
Dinar de ouro de Mutavaquil r.

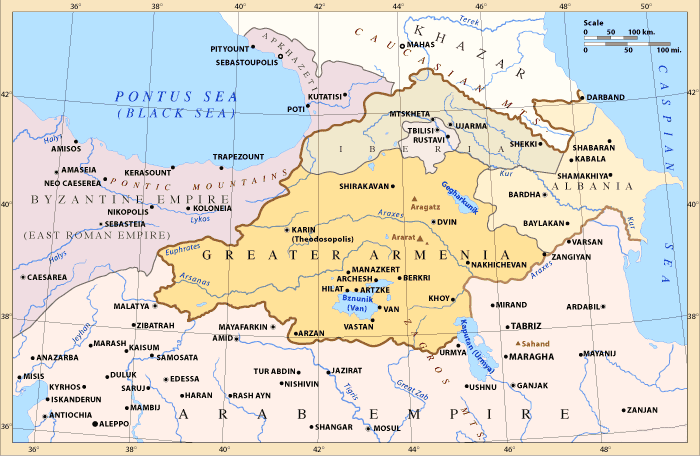
Transcaucásia sob os muçulmanos: a província de Armênia-Azerbaijão

Filho de Asócio I, príncipe de Vaspuracânia, Derenício Arzerúnio é neste contexto capturado com seu pai e outros membros da família durante a campanha de Buga em 852. Estes Arzerúnios foram exilados em Samarra, a capital califal, onde foram forçados à apostasia formal. Em 857, entretanto, o califa decidiu devolver Gregório para Vaspuracânia, acompanhado por seu tio Gurgenes Arzerúnio que serviu-lhe como conselheiro até sua morte em 860. Em 862, o jovem príncipe entrou em conflito com um primo, igualmente chamado Gurgenes I, que ele captura e então liberta após mediação do bagrátida Asócio I, o Grande (r. 856–890), príncipe de príncipes armênio. Este último, que visava enfraquecer Vaspuracânia, voltou-se contra Gregório, capturando-o e reduzindo seus domínios aos cantões em torno do lago de Vã. Essa ação despertou a ira de Gurgenes, que obrigou Asócio a libertar Gregório; a reconciliação deu-se pela união do último com Sofia, filha de Asócio, estabelecendo um parentesco entre os Arzerúnios e os Bagrátidas.
Em 868, Asócio I, pai de Gregório, voltou a Vaspuracânia de seu exílio em Samarra e ambos uniram-se para lutar contra Gurgenes,  um conflito que restabelecia o status quo. Pai e filho, em seguida, tentam reduzir os enclaves muçulmanos em Vaspuracânia, mas só conseguem tomar a cidade de Varague em 870. Asócio I faleceu em 27 de maio de 874, deixando o comando do país para Gregório Derenício. Logo, Gregório entrou em conflito com Asócio II, príncipe bagrátida de Taraunitis, de modo a substituí-lo por seu irmão, Davi, que era seu cunhado; e ele conseguiu capturá-lo em 878. Asócio, no entanto, conseguiu escapar graças a cumplicidade de seu carcereiro, certo Haçane, que era sobrinho de Gregório. Depois, Haçane e Asócio chegaram a um acordo e capturaram Gregório Derenício, o que justificou uma intervenção de Asócio I, que sitiou Manzicerta e obrigou Haçane a libertar Gregório Derenício.
Os últimos anos do reinado de Gregório foram dedicados à luta contra outra rival, Cacício Abu Maruane. No conflito, aproveitando-se para se vingar de Haçane, captura seu sobrinho e confisca seu forte de Sevã em 884, alegando que libertaria-o e devolveria sua base caso lhe trouxesse Cacício. Haçane tornou-se amigo de Cacício e, em seguida, aproveitou para capturá-lo e enviá-lo preso à seu tio. Gregório Derenício morreu poucos anos depois, em 886/887, aos quarenta anos de idade, numa emboscada durante uma expedição contra o emir de Coi, deixando três filhos infantes. Cacício Abu Maruane, que estava preso por este tempo, foi libertado pela viúva Sofia e, sob intermédio de Asócio I, o Grande, foi nomeado tutor e regente dos filhos de Gregório.

## Família
Gregório Derenício casou-se apenas com Sofia durante sua vida e teve com ela três filhos e duas filhas:
- Asócio Sérgio, príncipe de Vaspuracânia;
- Cacício I, príncipe e então rei de Vaspuracânia;
- Gurgenes II, príncipe de Vaspuracânia;
- Sofia, esposa de Simbácio I;
- Uma filha de nome desconhecido.